# Амстелвен
Амстелве́н (нидерл. Amstelveen) — община и населённый пункт в Нидерландах, провинция Северной Голландии, входит в метрополию Амстердама. 
Община Амстелвен состоит из следующих деревень, округов и районов: Амстелвен, Бовенкерк, Вествейк, Нес-ан-де-Амстел, Аудекерк-ан-де-Амстел (частично).
В Амстелвене находится штаб-квартира международной аудиторской компании KPMG и нидерландской авиакомпании KLM. 
Население на конец 2024 года составляет 95 996 человек. 

## История
До 1964 года коммуна называлась Ньйвер-Амстел (Nieuwer-Amstel). Изначально поселение на территории современного Амстелвена специализировалась на добычи торфа к западу от реки Амстел. 
Во время французской оккупации с 1810 по 1814 год Амстелвен был столицей кантона во французском департаменте Зёйдерзе.
В начале XX века индустрия торфа рухнула, поэтому деревня потеряла свои доходы от нее. Сюда стали переезжать богатые амстердамцы из-за тишины и хорошей экологии. 
После Второй мировой войны Амстелвен был существенно перестроен, его население значительно увелиличилось. 
Благодаря близости Схипхола (аэропорта Амстердама) и его связям с Амстердамом, Амстелвен разросся и стал космополитическим смешением многих культур.

## Герб и Флаг
Флаг и герб Амстелвена представляют собой 5 полос в красно-черно-красно-черно-красном узоре с тремя крестами на верхней черной полосе и одним крестом в середине нижней черной полосы. Символы имеют большое сходство с флагом Амстердама, на котором традиционно изображается три креста.

## Достопримечательности
- Музей современного искусства «Cobra»

## Спорт
В городе в 1973 году состоялся второй чемпионат мира по хоккею на траве среди мужчин.

## Города-побратимы
- Уокинг (Великобритания)
- Вилья-эль-Сальвадор (Перу)
- Темпельхоф-Шёнеберг (Германия)
- Обуда (Венгрия)